# اندرو جاکوبسون
اندرو جاکوبسون (انگلیسی: Andrew Jacobson؛ زادهٔ ۲۵ سپتامبر ۱۹۸۵) یک بازیکن فوتبال اهل ایالات متحده آمریکا است.